# Gabunisch-portugiesische Beziehungen
Die gabunisch-portugiesischen Beziehungen beschreiben das zwischenstaatliche Verhältnis von Gabun und Portugal. Die Länder unterhalten seit 1975 direkte diplomatische Beziehungen.
Ende des 15. Jahrhunderts erreichten die Portugiesischen Seefahrer als erste Europäer den heutigen Gabun, dessen Landesname von ihnen stammt.
Im Jahr 2015 waren 17 Staatsbürger Gabuns in Portugal gemeldet, während 43 Portugiesen im Jahr 2014 konsularisch in Gabun gemeldet waren.

## Geschichte

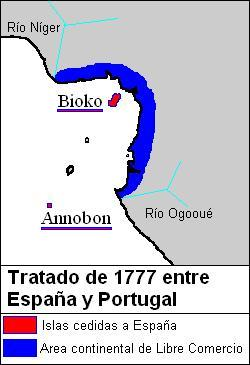
Karte zum portugiesisch-spanischen Abkommen 1777

Als erster Europäer erreichte der portugiesische Seefahrer Lopes Gonçalves 1472 die Küste des heutigen Gabun im Golf von Guinea. Die Portugiesischen Entdecker nannten den Küstenstreifen fortan Gabão, nach der Bezeichnung für einen Umhang, an dessen Form sie das dortige Mündungsdelta des Komo-Flusses erinnerte.
Portugiesische Geschäftsleute handelten hier vom 16. bis 18. Jahrhundert vor allem Sklaven, Elfenbein und Ebenholz ein und kamen dabei auch bis ins Landesinnere. Portugal nahm hier jedoch kein Land in Besitz und gründete keine eigenen Stützpunkte.
Nach dem Vertrag von Ildefonso (1777) und dem Vertrag von Pardo (1778) trat Portugal einige Ansprüche in der Region einschließlich Gabun an Spanien ab. Im Laufe des 19. Jahrhunderts kam die Region dann unter französische Kontrolle.
Das Gebiet blieb Französische Kolonie bis zur Unabhängigkeit des Gabuns 1960.
Freundliche Beziehungen zwischen Gabun und Portugal entwickelten sich erst nach dem Ende des kolonialen Estado Novo-Regimes durch die linksgerichtete Nelkenrevolution in Portugal 1974. Die neue portugiesische Regierung beendete danach die Portugiesischen Kolonialkriege, entließ seine bisherigen Kolonien 1975 in die Unabhängigkeit und richtete seine internationalen Beziehungen neu aus.
Am 30. Januar 1975 nahm das nunmehr demokratische Portugal diplomatische Beziehungen zum Gabun auf. Gegenseitige Botschaften richteten die beiden Länder danach nicht ein. Als erster Botschafter Portugals in Gabun akkreditierte sich am 14. Juni 1989 Eugénio Anacoreta Correia, Portugals Botschafter mit Sitz in São Tomé und Príncipe.
Der portugiesische Unternehmer, rechte Aktivist und Agent Jorge Jardim ging nach der Nelkenrevolution 1974 und dem Ende seiner Aktivitäten in der damaligen portugiesischen Kolonie Mosambik nach Gabun, wo er als Bankier und Berater von Präsident Omar Bongo bis zu seinem Tod 1982 lebte.

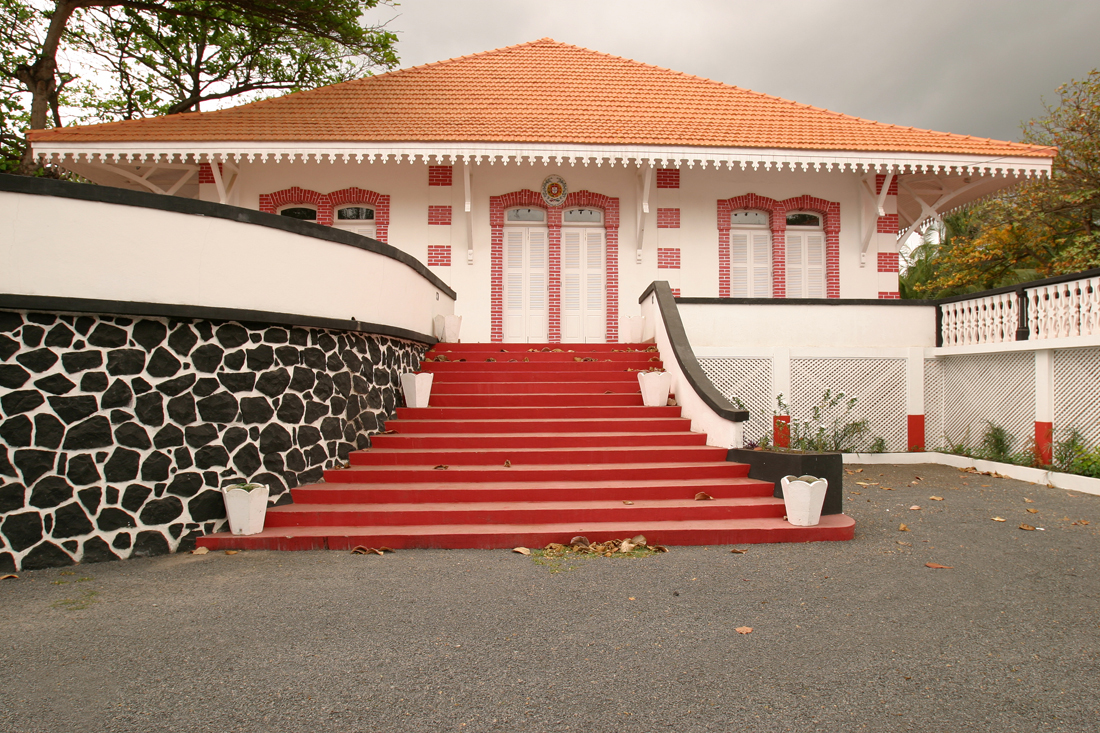
Portugals Botschaft in São Tomé und Príncipe ist auch für Gabun zuständig

## Diplomatie
Portugal unterhält keine eigene Botschaft in Gabun, das Land gehört zum Amtsbezirk der portugiesischen Botschaft in São Tomé und Príncipe. Auch Konsulate hat Portugal in Gabun nicht eingerichtet.
Gabun hat ebenfalls keine eigene Botschaft in Portugal, die nächste gabunische Vertretung befindet sich in der spanischen Hauptstadt Madrid. Auch gabunische Konsulate in Portugal bestehen keine.

## Wirtschaft

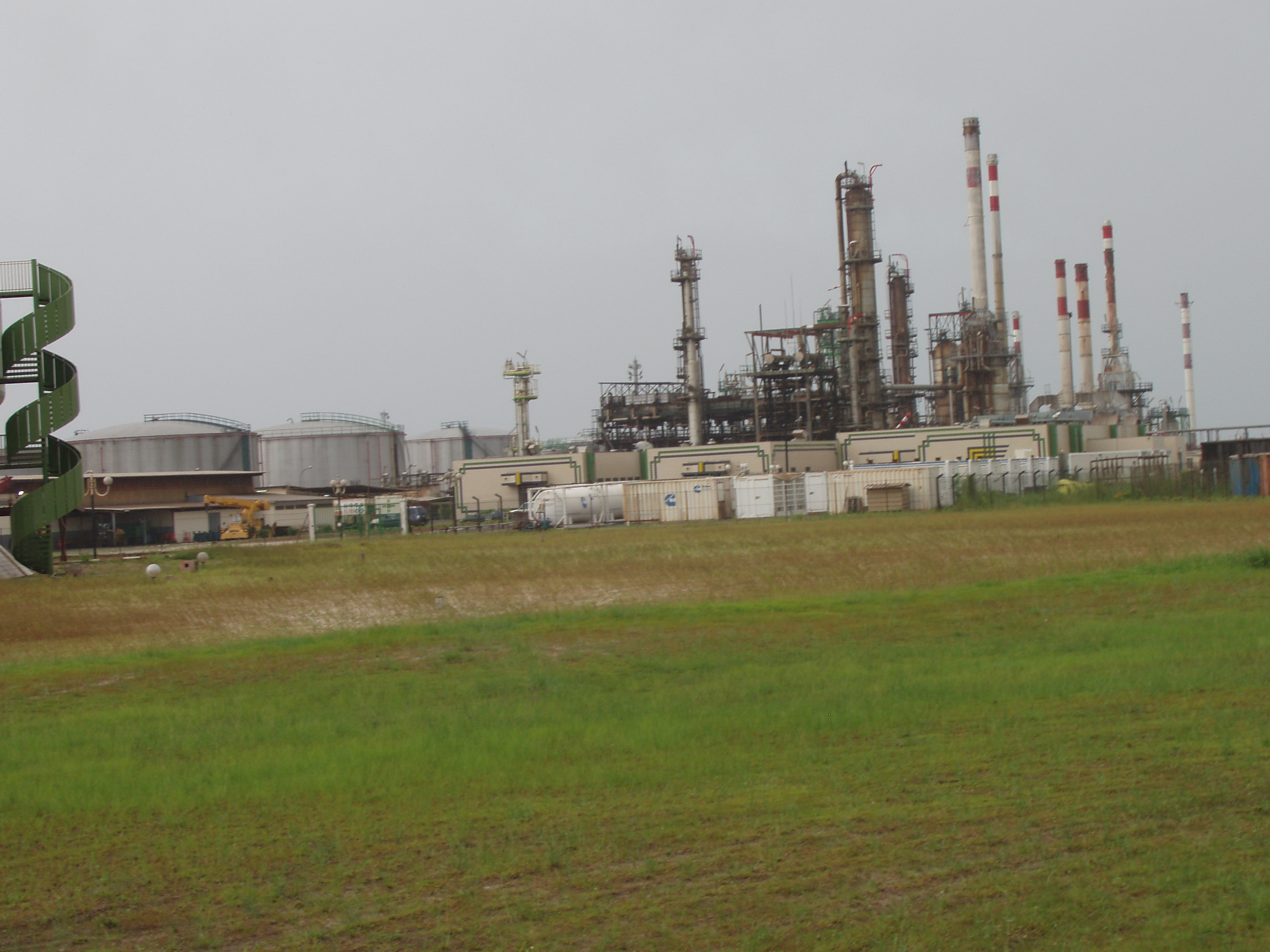
Raffinerie der gabunischen SOGARA bei Port-Gentil: Treibstoffe sind das Hauptexportgut Gabuns nach Portugal

Die portugiesische Außenhandelskammer AICEP unterhält keine Niederlassung in Gabun, zuständig ist das AICEP-Büro in der são-toméischen Hauptstadt São Tomé.
Im Jahr 2016 exportierte Portugal Waren im Wert von 7,854 Mio. Euro nach Gabun (2015: 6,941 Mio.; 2014: 13,338 Mio.; 2013: 12,914 Mio.; 2012: 6,824 Mio.), davon 27,0 % Metallwaren, 18,2 % Maschinen und Geräte, 15,2 % Treibstoffe, 10,3 % landwirtschaftliche Erzeugnisse und 5,9 % Fahrzeuge und Fahrzeugteile.
Im gleichen Zeitraum lieferte Gabun Waren im Wert von 40,678 Mio. Euro an Portugal (2015: 41,674 Mio.; 2014: 2,036 Mio.; 2013: 2,535 Mio.; 2012: 1,840 Mio.), davon 91,3 % Treibstoffe, 8,4 % Holz und 0,3 % Metallwaren.
Damit stand Gabun für den portugiesischen Außenhandel an 107. Stelle als Abnehmer und an 65. als Lieferant, für den gabunischen Außenhandel rangierte Portugal an 16. Stelle als Abnehmer und an 36. Stelle als Abnehmer.

## Sport

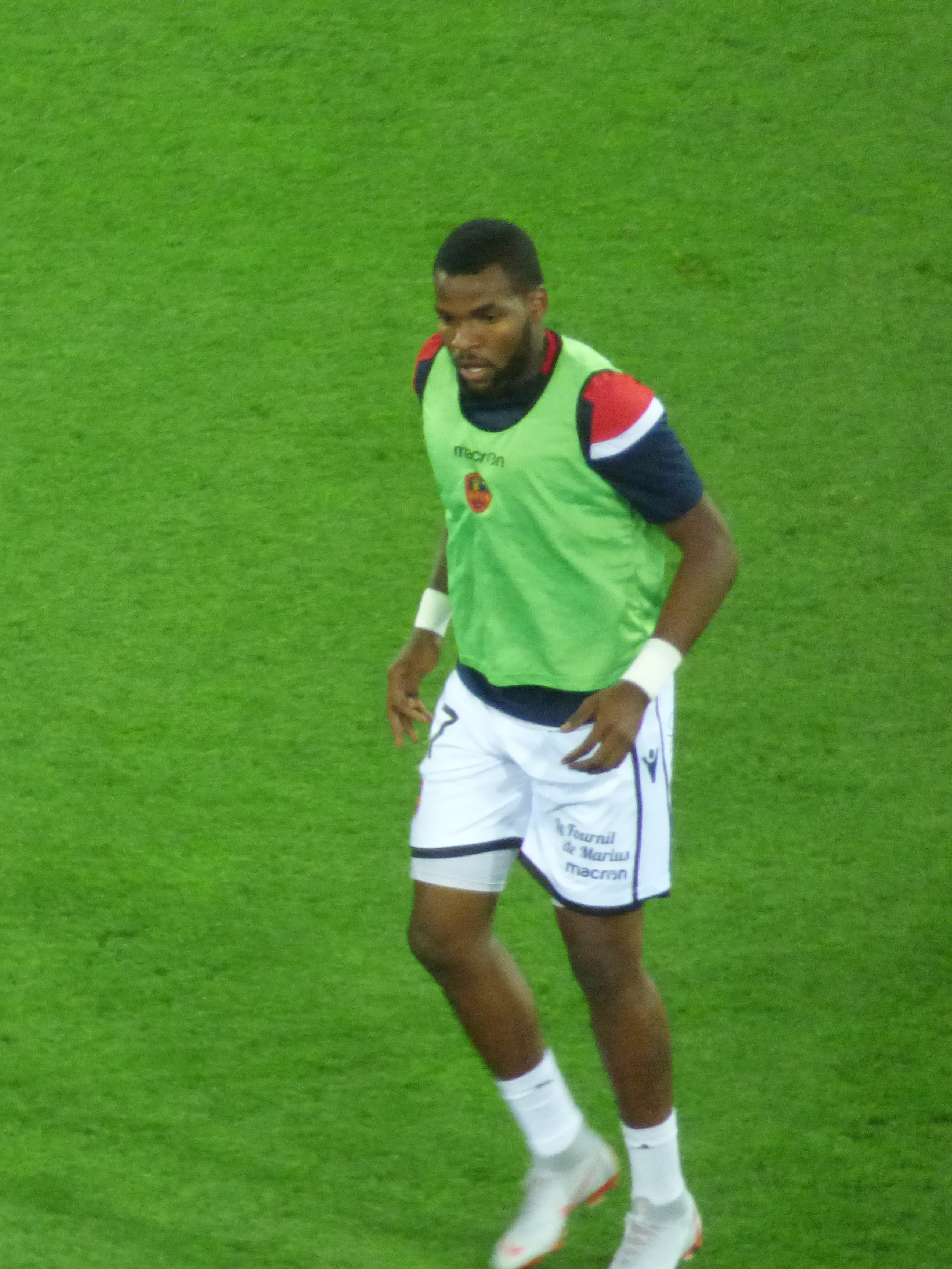
Aaron Boupendza 2018 im Trikot des GFC Ajaccio. Danach wechselte er zum portugiesischen CD Feirense

Die Gabunische Fußballnationalmannschaft und die Portugiesische Nationalelf trafen bisher erst einmal aufeinander (Stand April 2017). Beim Freundschaftsspiel am 14. November 2012 im Stade d’Angondjé in der gabunischen Hauptstadt Libreville trennte man sich 2:2.
Gelegentlich spielen Fußballspieler aus Gabun auch für portugiesische Vereine, etwa Nationaltorwart Didier Ovono, der 2006/07 für den FC Paços de Ferreira spielte, Merlin Tandjigora, der 2015/16 für den Leixões SC auflief, oder Aaron Boupendza, der 2019/20 das Trikot des CD Feirense trug. Henri Antchouet und Malick Evouna spielten bereits für mehrere portugiesische Teams.